# Nordalah
Dit overzicht is mogelijk incompleet; u kunt helpen door het uit te breiden.
Nordalah was een Friese graaf (comes et aduocatus Fresonum) die leefde omstreeks 800. Hij voerde het bewind over een gebied tussen het Vlie en de Medemelacha, een riviertje dat vroeger bij Medemblik in de Zuiderzee uitmondde. Waarschijnlijk was dit de gouw Wieringen (Wiron).